# Nico Rittmeyer
Nicholas Rittmeyer (Savannah, Georgia, Estados Unidos, 13 de octubre de 1993) es un futbolista estadounidense-guatemalteco que se desempeña como centrocampista ofensivo en el Charleston Battery de la USL.

## Trayectoria
Rittmeyer jugó cuatro años de fútbol universitario, comenzando en la Universidad de Carolina del Norte en Chapel Hill en 2013, antes de transferirse al College of Charleston en 2014.
Rittmeyer también jugó para el South Georgia Tormenta FC en 2016.

### Selección
El 29 de octubre de 2020, Rittmeyer recibió su primera convocatoria para la Selección de fútbol de Guatemala, hizo su debut el 23 de enero de 2021.